# Arklow-V-Klasse (1989)
Die ehemalige Arklow-V-Klasse ist eine aus acht Einheiten bestehende Küstenmotorschiffsklasse.

## Geschichte

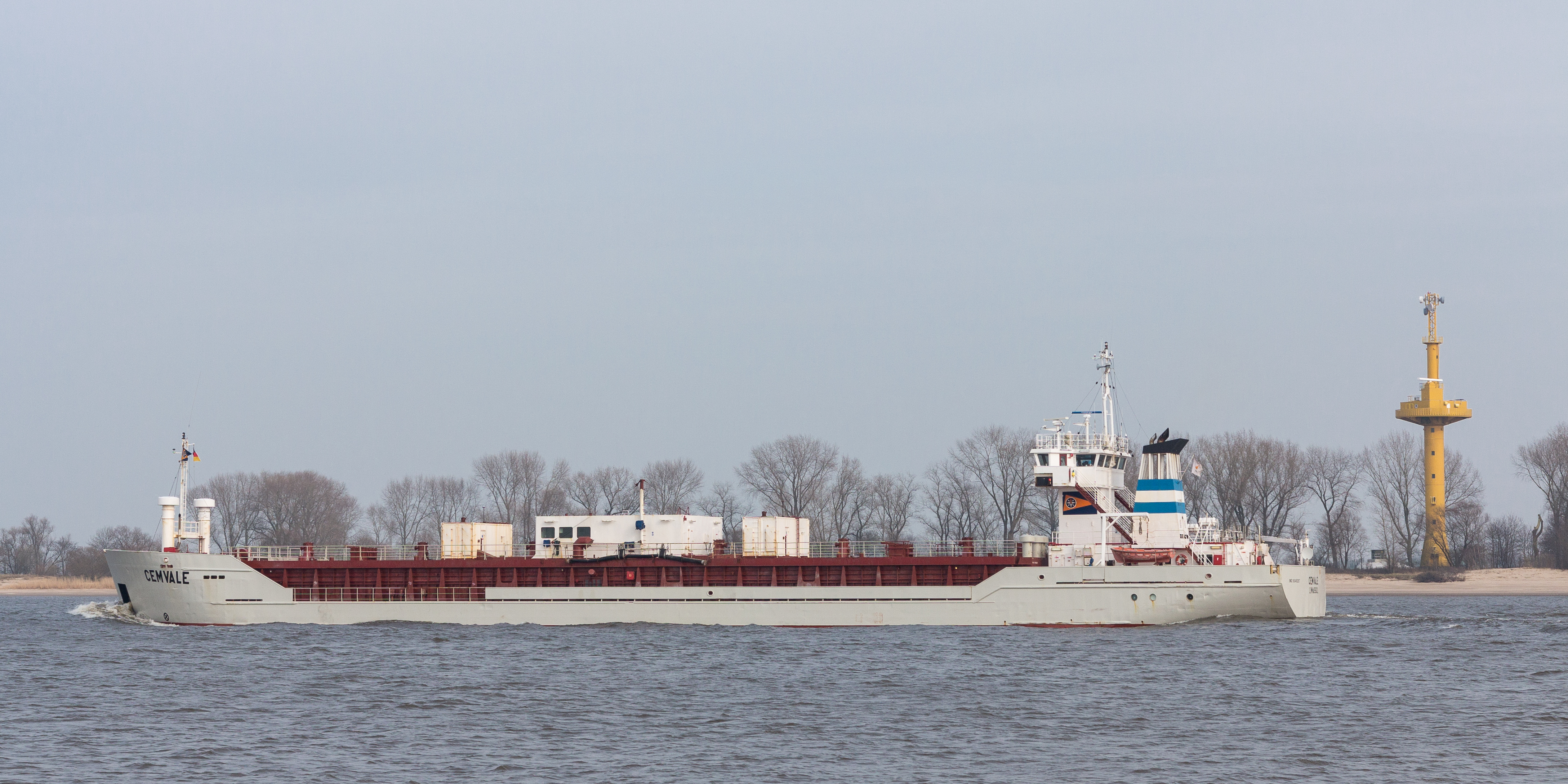
Cemvale (ex Arklow Valley) auf der Weser vor Harriersand

Die Schiffe wurden 1988 bis 1992 auf der Schiffswerft Hugo Peters in Wewelsfleth für die irische Reederei Arklow Shipping gebaut, die sie in erster Linie für den Transport von Schüttgütern in europäischen Gewässern einsetzte. Ab dem Jahr 2000 wurden die Schiffe verkauft.
Die Arklow Victor sank im Dezember 1989 im Sturm in der Biskaya. Bei dem Unglück kam der Kapitän des Schiffes ums Leben. Die übrigen fünf Besatzungsmitglieder konnten von einem Hubschrauber gerettet werden.
Die Arklow Valley wurde 2006 zum Zementfrachter umgebaut.

## Beschreibung
Der Antrieb der Schiffe erfolgt durch einen Viertakt-Achtzylinder-Dieselmotor des Herstellers MaK (Typ: 8M332) mit 1.300 kW Leistung. Der Motor wirkt über ein Untersetzungsgetriebe auf einen Festpropeller. Die Schiffe sind mit einem Bugstrahlruder ausgerüstet. Für die Stromerzeugung stehen drei Dieselgeneratoren mit jeweils 88 kW Leistung (Scheinleistung: 110 kVA) sowie ein Not- und Hafengenerator mit 25 kW Leistung (Scheinleistung: 31 kVA) zur Verfügung.
Die Decksaufbauten befinden sich im hinteren Bereich der Schiffe. Das Brückenhaus ist vom flachen Deckshaus getrennt und hydraulisch höhenverstellbar. Die Masten sind klappbar. Die Schiffe sind so in der Lage, Brücken auf Flüssen und Kanälen zu unterqueren. Vor den Decksaufbauten befindet sich der boxförmige Laderaum, der sich vorne leicht verjüngt. Der Laderaum ist 58,20 m lang, 11,10 m breit und 8,80 m hoch. Die Luke ist 56,40 m lang, im vorderen Bereich hat der Raum etwas Unterstau. Die Schiffe sind mit zwei Schotten ausgerüstet, die an neun Positionen aufgestellt werden können. Der Raum wird von neun Lukendeckeln verschlossen. Die Lukendeckel lassen sich auf dem Lukensüll verfahren und an den Enden der Luke aufeinander stapeln. Hierfür werden sie mithilfe von hydraulischen Stempeln angehoben und jeweils ein weiterer Lukendeckel unter den angehobenen gefahren.

## Schiffe
| Arklow-V-Klasse | Arklow-V-Klasse | Arklow-V-Klasse | Arklow-V-Klasse | Arklow-V-Klasse                                                       |
| Bauname         | Baunummer       | IMO-Nummer      | Ablieferung     | Spätere Namen und Verbleib                                            |
| --------------- | --------------- | --------------- | --------------- | --------------------------------------------------------------------- |
| Arklow Vale     | 625             | 8822040         | Januar 1989     | 2004: Fehn Star, 2007: Gala, 2020: Gala A                             |
| Arklow Victor   | 626             | 8906779         | 1989            | im Dezember 1989 gesunken                                             |
| Arklow Viking   | 627             | 9003524         | 1990            | 2000: Forester, 2005: Wilson Holm, 2012: Forester                     |
| Arklow Venture  | 628             | 9003536         | 1990            | 2000: Thruster, 2005: Wilson Horn, 2012: Thruster, 2017: MN Glory     |
| Arklow Valour   | 629             | 9015046         | September 1990  | 2005: Fehn Moon, 2007: Glen, 2019: Glen A, 2020: Arel 6, 2021: Glen A |
| Arklow Villa    | 633             | 9031430         | 1991            | 2002: Wilster, 2007: Golf, 2012: Cpt. Ahmad II                        |
| Arklow View     | 638             | 9038397         | 1991            | 2006: Jomi                                                            |
| Arklow Valley   | 639             | 9048287         | Oktober 1992    | 2006 Umbau zum Zementfrachter: Cemvale                                |